# Marcel Barrena
Marcel Barrena (Barcelona, 15 d'octubre de 1981) és un director i guionista de cinema, primer director en la història en guanyar dos premis Gaudí: millor pel·lícula per televisió per Quatre estacions (2011) i millor pel·lícula documental per Món petit (2014). Primer director en aconseguir que les seves tres primeres pel·lícules obtinguin premis Gaudí: Quatre estacions, Món petit i 100 metres.
Ha dirigit 100 metres, protagonitzada per Dani Rovira, pel·lícula basada en fets reals, que narra la història de Ramón Arroyo, un home a qui es diagnostica esclerosi múltiple. El personatge té la seva dona embarassada i la malaltia afecta a les seves relacions personals i laborals. Ramón Arroyo comença a entrenar amb el seu sogre, un antic esportista alcohòlic amb qui té una mala relació i finalment aconsegueix acabar la Ironman de Barcelona el 2013.
100 metres va ser un èxit de públic, amb més de 320.000 espectadors en cinemes i vendes a tot el món, a més de nominacions als premis Goya, Forqué i amb onze nominacions als Gaudí (la que en va tenir més).
El 2008 col·laborà en el guió de l'adaptació cinematogràfica de Segon origen, juntament amb Bigas Luna, per a un film finalment dirigit per Carles Porta, després de la mort de Luna. El 2022 es va incorporar com a professor de la Universitat Blanquerna.

## Filmografia
- 2005: Betròpolis (sèrie de televisió, guionista)
- 2010: Quatre estacions (telefilm, director i guionista)
- 2011: Energía 3D (documental, guionista)
- 2012: Món petit (documental, director i guionista)[9]
- 2015: Segon origen (coguionista)
- 2016: 100 metres (guionista i director)[9]
- 2021: Mediterrani (guionista i director)
- 2023: Hermano caballo (guionista i director)
- 2024: El 47 (guionista i director)

## Premis
- - 2022: Nominació al Goya a la Millor Pel·lícula per Mediterráneo. La pel·lícula obté 3 Premis.
  - 2022: Premis Gaudí. Premi del Públic per "Mediterráneo". El film guanya 4 premis.
  - Platino Award a la Millor Fotografia per "Mediterráneo".
  - Medalla CECC a Educació i Valors per "Mediterráneo".
  - Boulder Film Festival: Millor pel·lícula per "Mediterráneo"..
  - Rome International Film Festival: Millor pel·lícula per "Mediterráneo".
  - Premios Forqué: Nominat a Millor Pel·lícula en valors per "Mediterráneo".
- 2013: Premi IDFA al Jurat Jove per Món petit.[10]
- 2013: Premi 3r Públic a l'IDFA per Món petit.[10]
- 2013: Menció especial del Jurat del Festival Internacional de Cinema en Català per Món petit.[10]
- 2014: Goya al millor documental (Nominació) per Món petit.[10]
- 2017: Premio de la Sociedad Neurológica de España pel tractament de l'Esclerosi Múltiple al film 100 metros.

### Premis Gaudí
| Any  | Categoria                                | Pel·lícula       | Resultat   | Referències |
| ---- | ---------------------------------------- | ---------------- | ---------- | ----------- |
| 2011 | Millor pel·lícula per a televisió        | Quatre estacions | Guanyadora | [ 11 ]      |
| 2014 | Millor pel·lícula documental             | Món petit        | Guanyador  | [ 10 ]      |
| 2016 | Millor pel·lícula en llengua no catalana | 100 metres       | Nominat    |             |
| 2016 | Millor guió                              | 100 metres       | Nominat    |             |
| 2022 | Millor pel·lícula en llengua no catalana | Mediterráneo     | Nominat    |             |
| 2024 | Millor pel·lícula documental             | Hermano caballo  | Nominat    |             |
| 2025 | Millor pel·lícula                        | El 47            | Pendent    |             |
| 2025 | Millor direcció                          | El 47            | Pendent    |             |
| 2025 | Millor guió original                     | El 47            | Pendent    |             |

### Premis Goya
| Any  | Categoria         | Pel·lícula | Resultat |
| ---- | ----------------- | ---------- | -------- |
| 2025 | Millor pel·lícula | El 47      | Pendent  |